# فريق الإنتاج
فريق الإنتاج هو عبارة عن مجموعة من الموظفين الفنيين الذين يقومون بإنتاج المسرحيات، والبرامج التلفزيونية، والموسيقى، والافلام.

## نبذة
يطلق هذا المصطلح غالبا على جميع الأشخاص المختصين في العوامل التقنية لصناعة محتوى جديد، وبغض النظر عن إذا ما كانت خبراتهم العملية مطلوبة أو لا، أو كم المدة التي يكونوا التي فيها مشاركون في هذا المشروع، وعلى سبيل المثال يوجد في الأداء المسرحي، فريق للإنتاج ليس مقتصرا على الطاقم الإداري فقط بل أيضا على المنتج المسرحي والمصممين والإخراج المسرحي. وتتكون شركة إنتاج صناعة الأفلام من طاقم الفلم وطاقم التلفاز في إنتاج الفيديو. وفي الموسيقى هذا المصطلح عادة يشير إلى مجموعة من الأشخاص يكملون دور «منتج الموسيقى» وعادة يكون محجوز لشخص واحد، وبعض الأمثلة عن فرق الإنتاج الموسيقية تتضمن : Matmos و D-Influence